# Tỉnh ủy Bắc Kạn
Tỉnh ủy Bắc Kạn hay còn được gọi Ban chấp hành Đảng bộ tỉnh Bắc Kạn là cơ quan lãnh đạo cao nhất của Đảng bộ tỉnh Bắc Kạn giữa hai kỳ đại hội đại biểu Đảng bộ tỉnh Bắc Kạn, do Đại hội Đại biểu Đảng bộ tỉnh bầu.
Tỉnh ủy Bắc Kạn có chức năng thi hành nghị quyết, quyết định của Đại hội Đại biểu Đảng bộ tỉnh Bắc Kạn, Ban Chấp hành Trung ương Đảng, Ban Bí thư và Bộ Chính trị.